# Phản ứng cộng
Trong hóa hữu cơ, một phản ứng cộng hiểu theo nghĩa đơn giản nhất là một phản ứng của chất hữu cơ, trong đó hai (hay nhiều hơn) phân tử kết hợp với nhau để tạo thành một phân tử lớn hơn.
Có hai kiểu chính của các phản ứng cộng có phân cực là: 
- Phản ứng cộng ái lực điện tử
- Phản ứng cộng ái lực hạt nhân

Ví dụ:
YH + R1R2C=O → YR1R2C-O- + H+ → YR1R2C-OH
Các phản ứng cộng không phân cực khác cũng tồn tại, như:
- Phản ứng cộng gốc tự do

Các phản ứng cộng bị hạn chế chỉ có ở các hợp chất hữu cơ có các nguyên tử với đa liên kết (liên kết đôi hay liên kết ba):
- Các phân tử với các liên kết đôi hay liên kết ba giữ các nguyên tử cacbon-cacbon.
- Các phân tử với liên kết kép cacbon – nguyên tử khác, như liên kết C=O hay C=N-.

Phản ứng cộng là ngược lại với phản ứng khử. Ví dụ: phản ứng hydrat hóa của anken và phản ứng khử nước (dehydrat hóa) của rượu là một cặp cộng-trừ (khử).
Đối với các phản ứng cộng, có thể áp dụng quy tắc Markovnikov (quy tắc cộng bất đối xứng):
"Trong phản ứng cộng các phân tử bất đối xứng, sản phẩm chính là sản phẩm có phần tử âm cộng vào cacbon bậc cao hơn".